# 대한민국당
대한민국당(大韓旻國讜)은 생태주의, 민족주의를 띄는 중도 성향의 정당으로 원래 이름은 바른말당이다.

## 주요 선거 기록

### 국회의원 선거
|  | 0% |

|  | 0.00% |

|  | 0% |

|  | 0% |

|  | 0.06% |

|  | 0% |

|  | 0% |

|  | 0.03% |

|  | 0% |